# Roccabruna
Roccabruna – miejscowość i gmina we Włoszech, w regionie Piemont, w prowincji Cuneo.
Według danych na rok 2004 gminę zamieszkiwało 1459 osób, 60,8 os./km².